# Вейнхард, Клайд
Клайд Карло Вейнхард (нидерл. Clyde Carlo Wijnhard; род. 1 ноября 1973, Парамарибо) — нидерландский футболист, игравший на позиции нападающего.

## Клубная карьера

### Карьера в Нидерландах
Вейнхард начинал футбольную карьеру в клубе «Блау-Вит», а в возрасте 10 лет перешёл в «Аякс». В основном составе дебютировал 24 января 1993 года в матче чемпионата Нидерландов против «Дордрехта»; Клайд появился на поле на 72-й минуте вместо Стефана Петтерссона, а на 87-й минуте забил гол, установив окончательный счёт 4:1. В следующем туре он появился в стартовом составе против «Витесса». Всего в дебютном сезоне сыграл 4 матча и забил 2 гола в чемпионате.
В июне 1993 года интерес к нападающему проявил «Гронинген», который также намеревался арендовать Михаэла Рейзигера. 16 июня было объявлено об аренде двоих игроков «Аякса», но представители Вейнхарда заявили, что их клиент не подписывал контракт и его будущее не определено. В июле представители «Гронингена» поставили игроку ультиматум, что если он не явится на тренировку, то их устное соглашение истечёт. В свою очередь Клайд заявил, что готов перейти, если его купят. 7 июля директор «Гронингена» Нантко Пост объявил, что они отказались от идеи аренды нападающего. В том же месяце он отправился на просмотр во французский «Нант», а в августе находился в «Твенте», который хотел выкупить игрока за 250 тысяч гульденов, но отказался от подписания. В итоге он всё-же перешёл в «Гронинген» на правах аренды. В составе клуба дебютировал 15 августа в матче чемпионата с ПСВ, а первый гол забил 29 сентября в ворота НАК; всего за сезон забил 3 гола в 23 матчах чемпионата. Сезон 1994/95 провёл в составе второй команды «Аякса», был капитаном и играл на позиции правого защитника.
В мае 1995 года подписал двухлетний контракт с «Валвейком». За два сезона забил 18 голов в 50 матчах чемпионата. В июне 1997 года перешёл в «Виллем II», подписав с клубом двухлетний контракт. В сезоне 1997/98 стал лучшим бомбардиром команды, забив 14 голов в 29 матчах чемпионата Нидерландов. В последнем туре дубль Вейнхарда помог команде одержать победу над «Спартой» и занять пятое место, которое позволило «Виллему II» вернуться в европейские кубки спустя 35 лет.

### Карьера в Англии и Португалии
В мае 1998 года стал игроком английского клуба «Лидс Юнайтед», заключив контракт на четыре сезона. Сумма трансфера составила 1,5 млн фунтов стерлингов. В Премьер-лиге дебютировал 15 августа против «Мидлсбро», а первый гол забил 9 сентября в матче с «Саутгемптоном». 15 сентября провёл первую игру в Кубке УЕФА; дома «Лидс» обыграл португальский «Маритиму» со счётом 1:0. Во всех турнирах Вейнхард сыграл 25 матчей и забил 4 гола — 3 в чемпионате и один в Кубке Англии.
В июле 1999 года перебрался в «Хаддерсфилд Таун», который заплатил «Лидсу» за трансфер 750 тыс. фунтов стерлингов. В дебютном сезоне забил 14 голов в Первом дивизионе, став лучшим бомбардиром команды. В сентябре 2000 года попал в автокатастрофу — рано утром на своей машине он не справился с управлением и вылетел с дороги, получив тяжёлый перелом правого плеча. Его возвращение после травмы состоялось лишь в конце декабря 2001 года, но уже в марте 2002 года он перешёл в «Престон Норт Энд». Спустя пять месяцев стал игроком «Олдем Атлетика», но уже в декабре выбыл на несколько месяцев из-за травмы колена.
Сезон 2003/04 провёл в португальском «Бейра-Маре», а затем вернулся в Англию, заключив контракт с клубом «Дарлингтон». Позже выступал за «Маклсфилд Таун» и «Брентфорд».

## Карьера в сборной
Выступал за сборные Нидерландов до 15, 18 и до 19 лет. 23 сентября 1991 года дебютировал за молодёжную сборную до 19 лет в товарищеском матче против Италии.

## Личная жизнь
Отец — Карло Вилфрид Вейнхард, родился в Парамарибо. Старший брат — Юджин Джеррел, играл на любительском уровне за «Блау-Вит».

## Статистика по сезонам
| Клуб             | Сезон            | Лига | Лига | Кубок | Кубок | Кубок лиги/трофей лиги | Кубок лиги/трофей лиги | Европейские кубки | Европейские кубки | Итого | Итого |
| Клуб             | Сезон            | Игры | Голы | Игры  | Голы  | Игры                   | Голы                   | Игры              | Голы              | Игры  | Голы  |
| ---------------- | ---------------- | ---- | ---- | ----- | ----- | ---------------------- | ---------------------- | ----------------- | ----------------- | ----- | ----- |
| Аякс             | 1992/93          | 4    | 2    | 0     | 0     | —                      | —                      | —                 | —                 | 4     | 2     |
| Аякс             | Итого            | 4    | 2    | 0     | 0     | —                      | —                      | —                 | —                 | 4     | 2     |
| → Гронинген      | 1993/94          | 23   | 3    | 1     | 0     | —                      | —                      | —                 | —                 | 24    | 3     |
| → Гронинген      | Итого            | 23   | 3    | 1     | 0     | —                      | —                      | —                 | —                 | 24    | 3     |
| Валвейк          | 1995/96          | 33   | 8    | 2     | 0     | —                      | —                      | —                 | —                 | 35    | 8     |
| Валвейк          | 1996/97          | 17   | 10   | 2     | 0     | —                      | —                      | —                 | —                 | 19    | 10    |
| Валвейк          | Итого            | 50   | 18   | 4     | 0     | —                      | —                      | —                 | —                 | 54    | 18    |
| Виллем II        | 1997/98          | 29   | 14   | 3     | 4     | —                      | —                      | —                 | —                 | 32    | 18    |
| Виллем II        | Итого            | 29   | 14   | 3     | 4     | —                      | —                      | —                 | —                 | 32    | 18    |
| Лидс Юнайтед     | 1998/99          | 18   | 3    | 2     | 1     | 1                      | 0                      | 4                 | 0                 | 25    | 4     |
| Лидс Юнайтед     | Итого            | 18   | 3    | 2     | 1     | 1                      | 0                      | 4                 | 0                 | 25    | 4     |
| Хаддерсфилд Таун | 1999/00          | 45   | 15   | 1     | 0     | 6                      | 1                      | —                 | —                 | 52    | 16    |
| Хаддерсфилд Таун | 2000/01          | 4    | 0    | 0     | 0     | 1                      | 0                      | —                 | —                 | 5     | 0     |
| Хаддерсфилд Таун | 2001/02          | 13   | 1    | 0     | 0     | 2                      | 1                      | —                 | —                 | 15    | 2     |
| Хаддерсфилд Таун | Итого            | 62   | 16   | 1     | 0     | 9                      | 2                      | —                 | —                 | 72    | 18    |
| Престон Норт Энд | 2001/02          | 6    | 0    | 0     | 0     | 0                      | 0                      | —                 | —                 | 6     | 0     |
| Престон Норт Энд | Итого            | 6    | 0    | 0     | 0     | 0                      | 0                      | —                 | —                 | 6     | 0     |
| Олдем Атлетик    | 2002/03          | 25   | 10   | 0     | 0     | 3                      | 2                      | —                 | —                 | 28    | 12    |
| Олдем Атлетик    | Итого            | 25   | 10   | 0     | 0     | 3                      | 2                      | —                 | —                 | 28    | 12    |
| Бейра-Мар        | 2003/04          | 29   | 9    | 0     | 0     | —                      | —                      | —                 | —                 | 29    | 9     |
| Бейра-Мар        | Итого            | 29   | 9    | 0     | 0     | —                      | —                      | —                 | —                 | 29    | 9     |
| Дарлингтон       | 2004/05          | 39   | 15   | 2     | 0     | 1                      | 0                      | —                 | —                 | 42    | 15    |
| Дарлингтон       | Итого            | 39   | 15   | 2     | 0     | 1                      | 0                      | —                 | —                 | 42    | 15    |
| Маклсфилд Таун   | 2005/06          | 12   | 6    | 0     | 0     | 0                      | 0                      | —                 | —                 | 12    | 6     |
| Маклсфилд Таун   | 2005/06          | 8    | 2    | 0     | 0     | 0                      | 0                      | —                 | —                 | 8     | 2     |
| Маклсфилд Таун   | Итого            | 20   | 8    | 0     | 0     | 0                      | 0                      | —                 | —                 | 20    | 8     |
| Брентфорд        | 2006/07          | 9    | 0    | 1     | 0     | 2                      | 0                      | —                 | —                 | 12    | 0     |
| Брентфорд        | Итого            | 9    | 0    | 1     | 0     | 2                      | 0                      | —                 | —                 | 12    | 0     |
| Всего за карьеру | Всего за карьеру | 314  | 98   | 14    | 5     | 16                     | 4                      | 4                 | 0                 | 348   | 107   |